# Hôtel Ukraine (Kiev)
Cet article concerne l'hôtel de Kiev. Pour l'hôtel de Moscou, voir Hôtel Ukraine.
L'hôtel Ukraine ou hôtel Ukrayina (en ukrainien : Готель Україна) est un hôtel quatre étoiles situé dans le quartier de Petchersk, à Kiev, en Ukraine.
L'hôtel a été construit en 1961 sous le nom « d'hôtel Moscou » à un endroit qui était à l'origine occupé par le premier gratte-ciel de la ville, la maison Ginzburg.
La construction de l'hôtel fait partie d'un ensemble architectural de la rue principale de Kiev — Krechtchatyk — dans l'effort de reconstruction d'après-guerre du centre-ville.
Proche de la place de l'Indépendance, il apparaît en fond de nombreuses photographies des années 2010 liées à Euromaïdan.
L'hôtel appartient à l'État ukrainien. En 2024, il est mis en vente afin de financer l'effort de guerre contre la Russie.

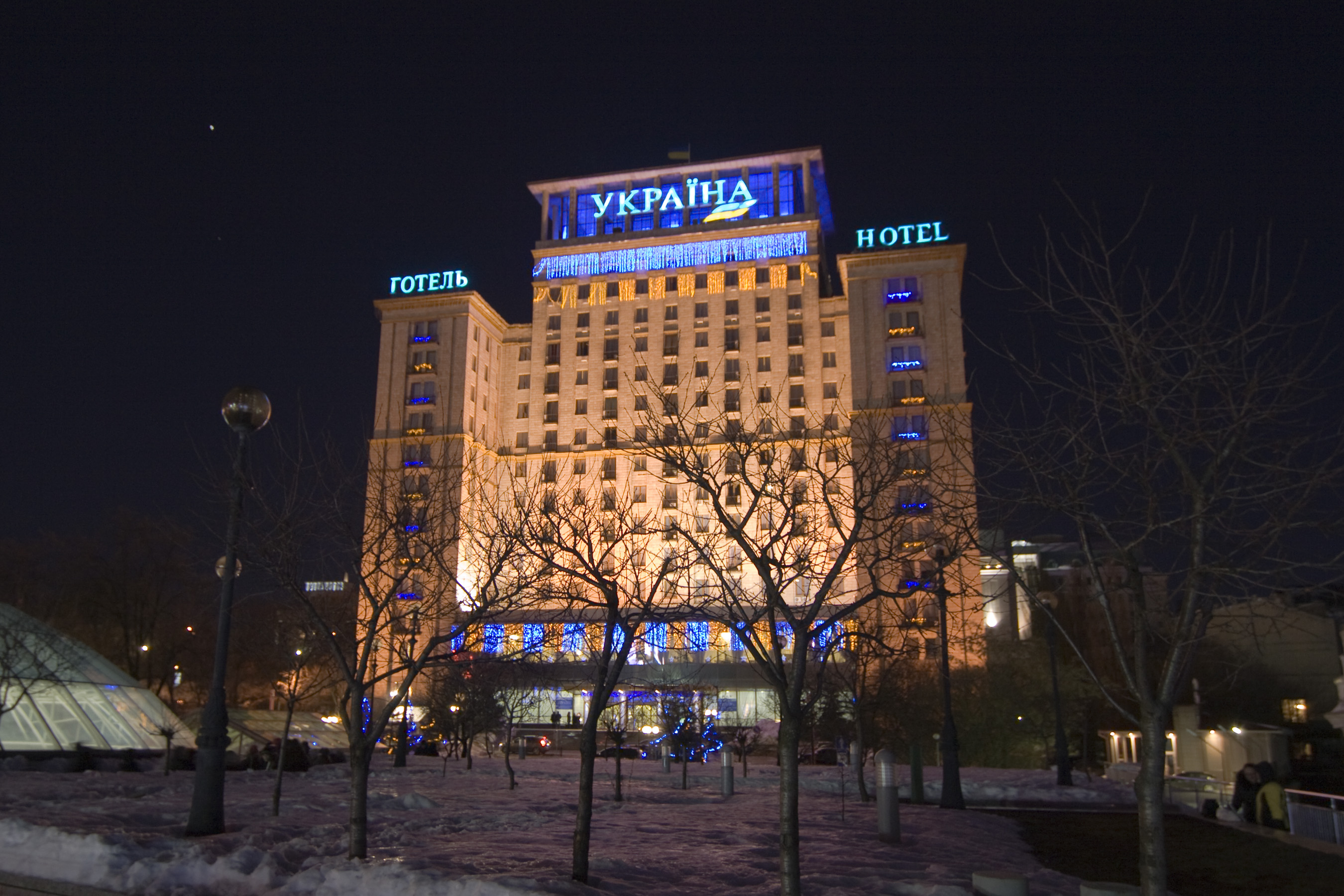
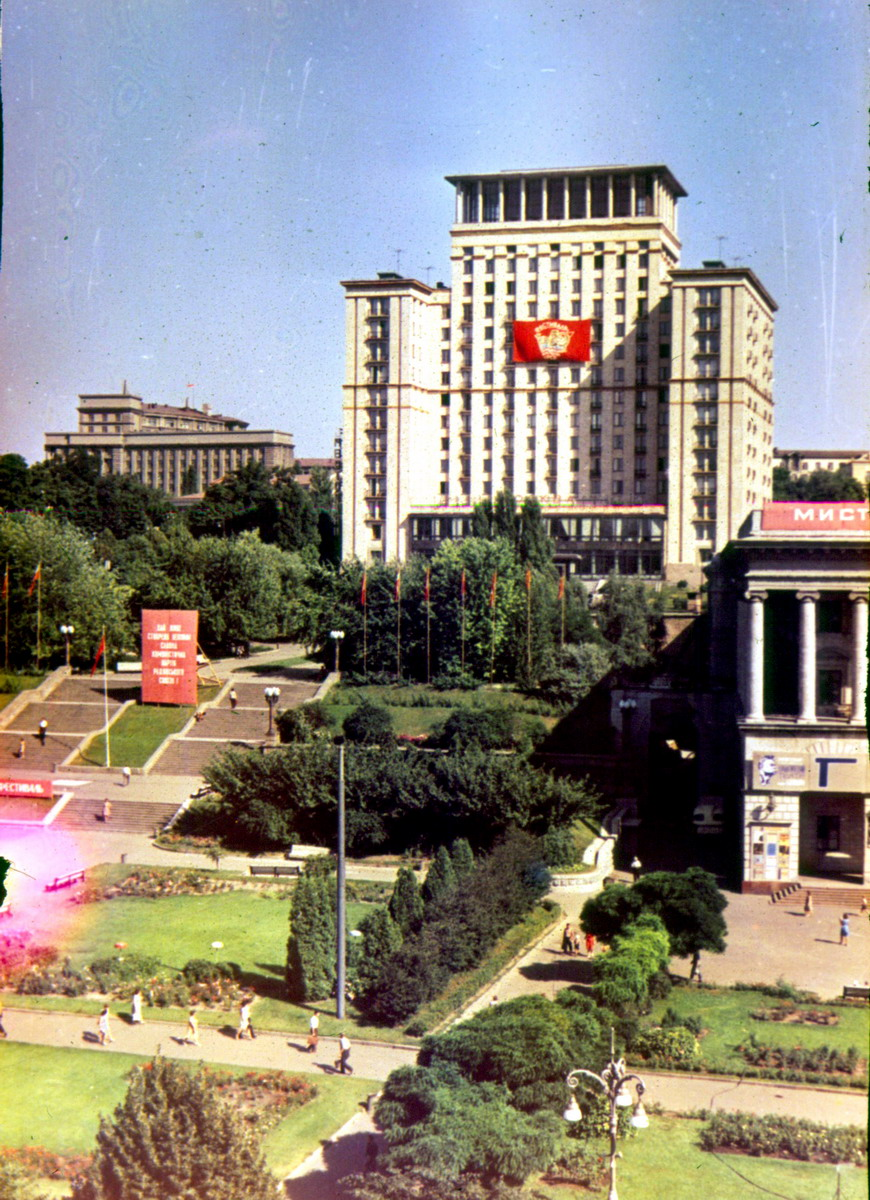
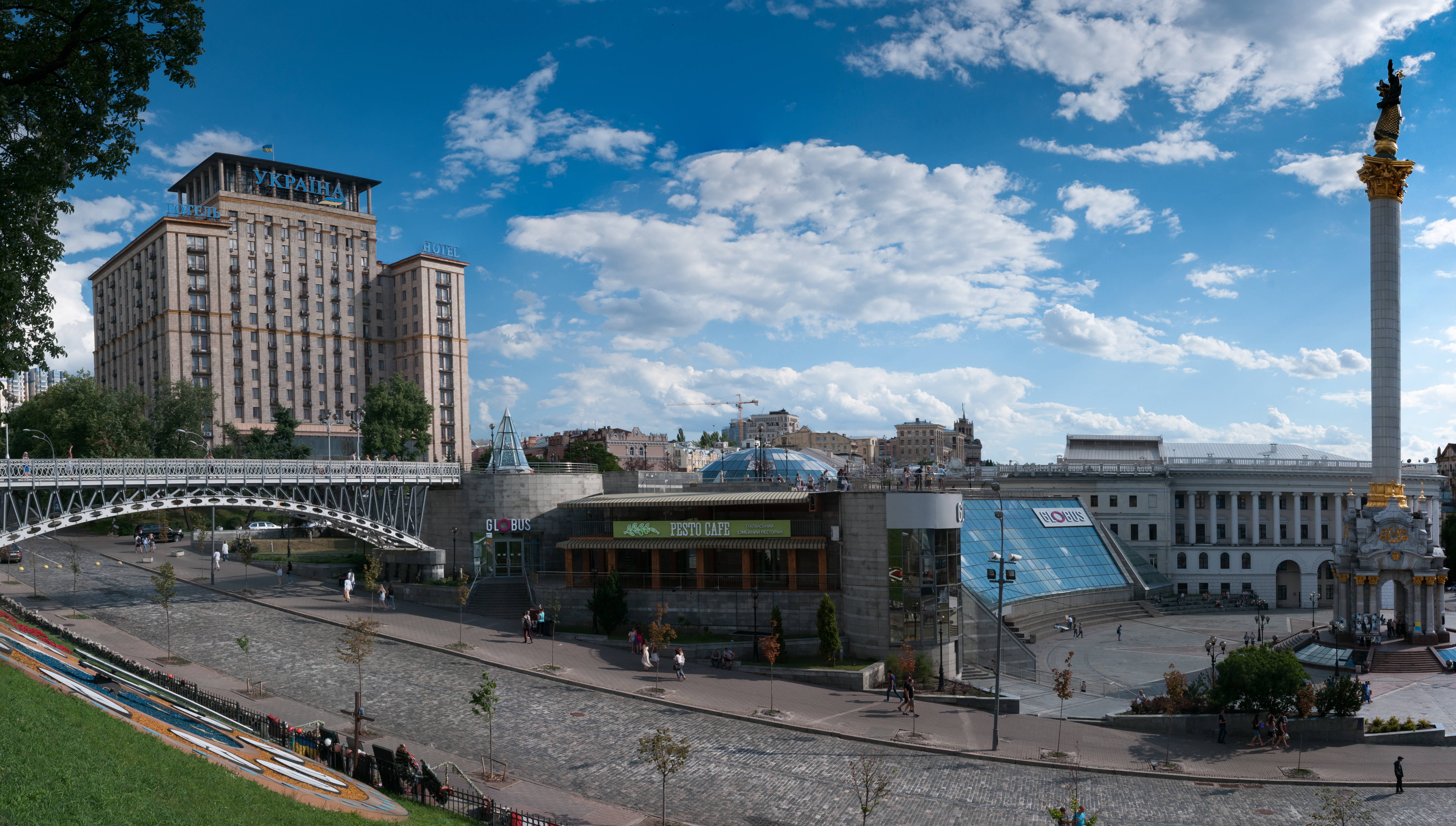
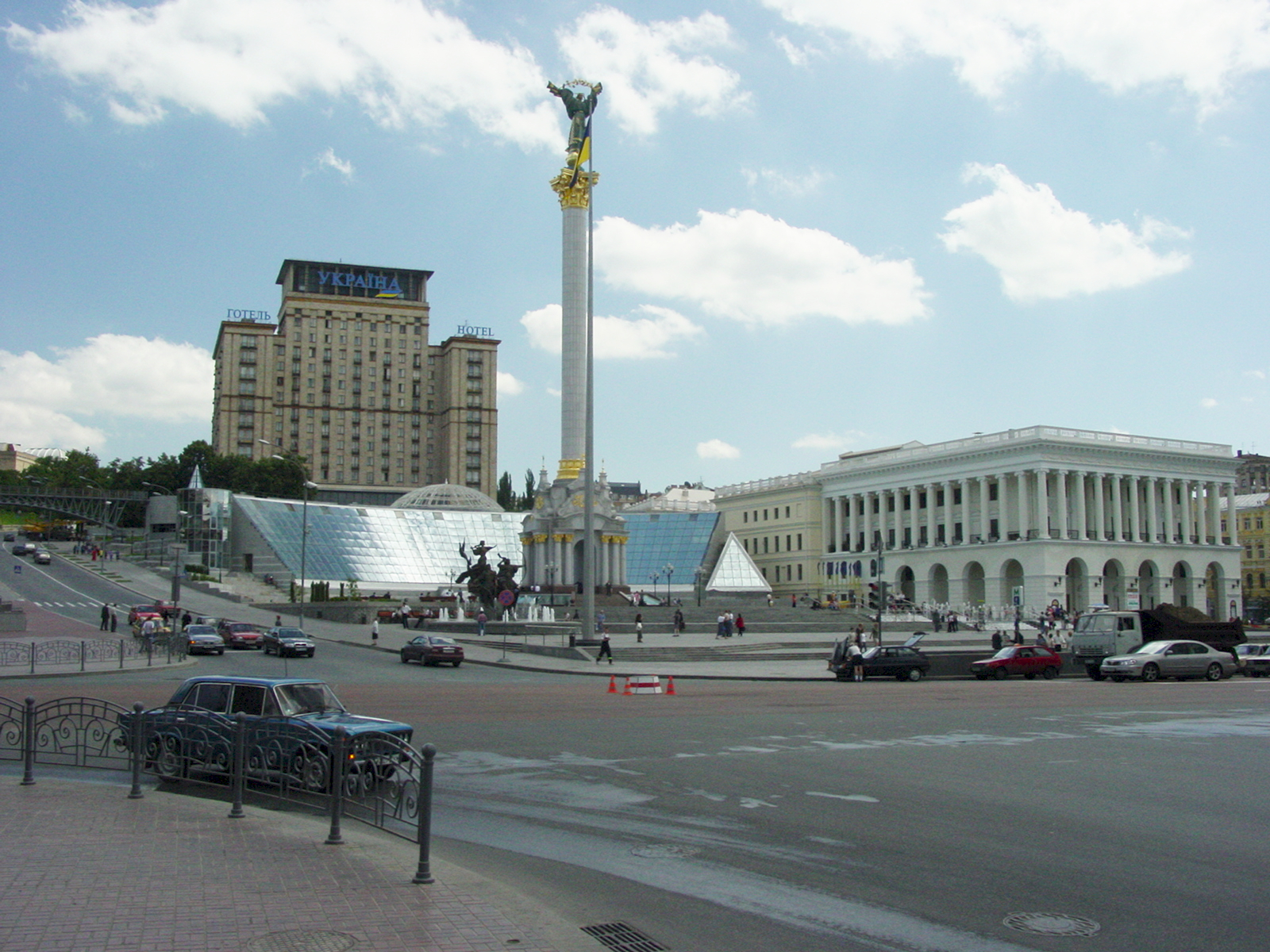
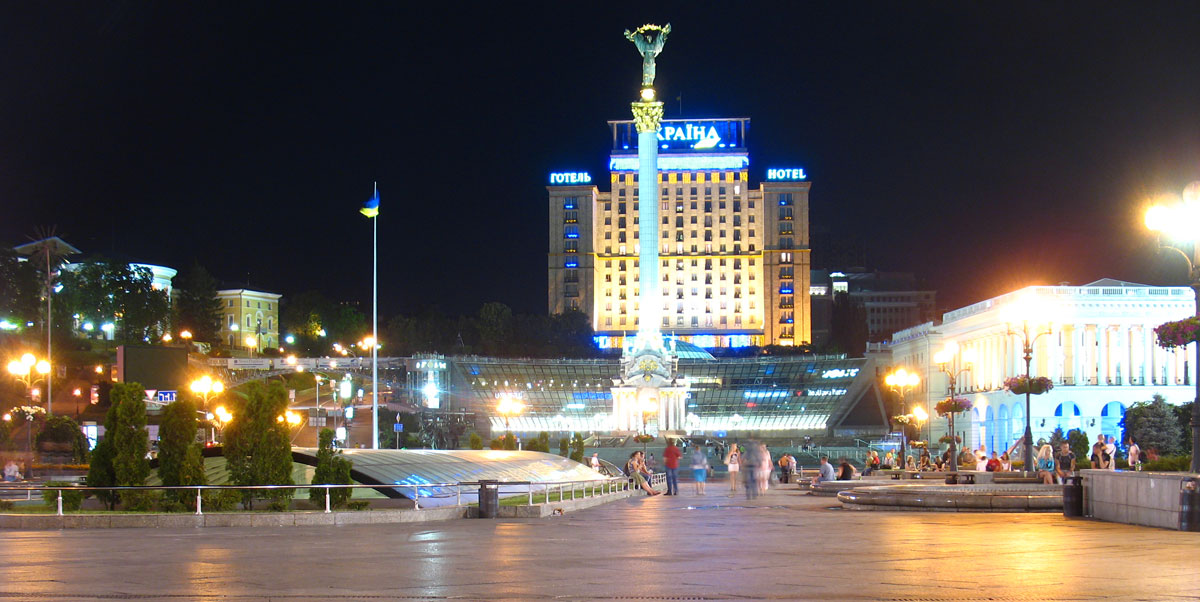